# Kolanko

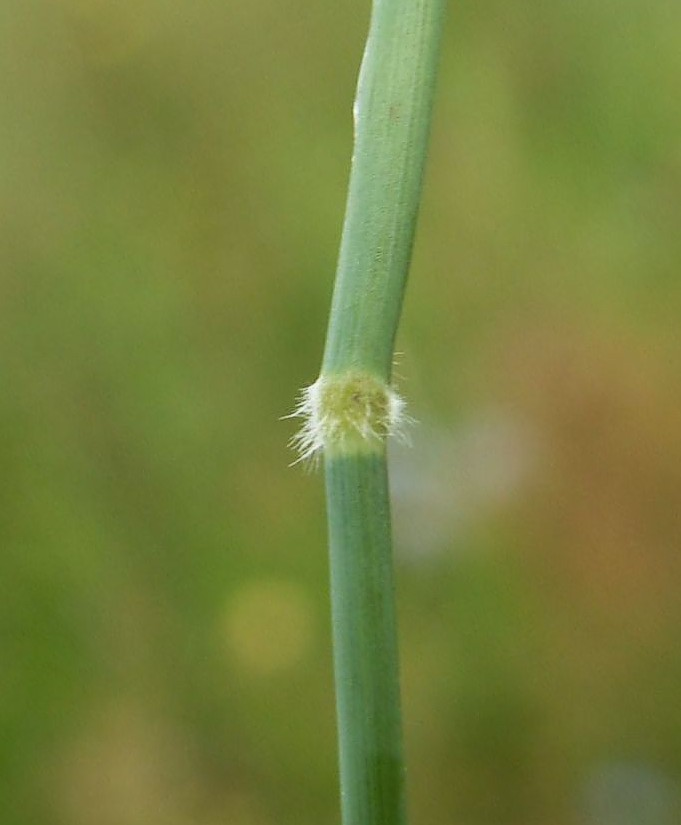
Kolanko kłosówki miękkiej

Kolanko – zgrubienie pędu (źdźbła) roślin z rodziny wiechlinowatych (traw). Występuje w podstawie międzywęźla, tuż nad węzłem i z niego właśnie wyrasta liść, a dokładniej nasadowa jego część, czyli pochwa liściowa. 
Kolanko tworzone jest przez komórki miękiszowe cechujące się dużym turgorem oraz żywą tkankę mechaniczną – kolenchymę. Pełni funkcję ochronną dla merystemu interkalarnego i strefy wzrostu elongacyjnego – najbardziej delikatnych miejsc źdźbła. Poza tym kolanko umożliwia pokładającym się źdźbłom dźwignięcie się i wzrost ku górze. W razie potrzeby, komórki znajdujące się w kolanku od strony podłoża wydłużają się i wyginają łodygę ku górze.